# Série 9000 (Metrô de Madrid)

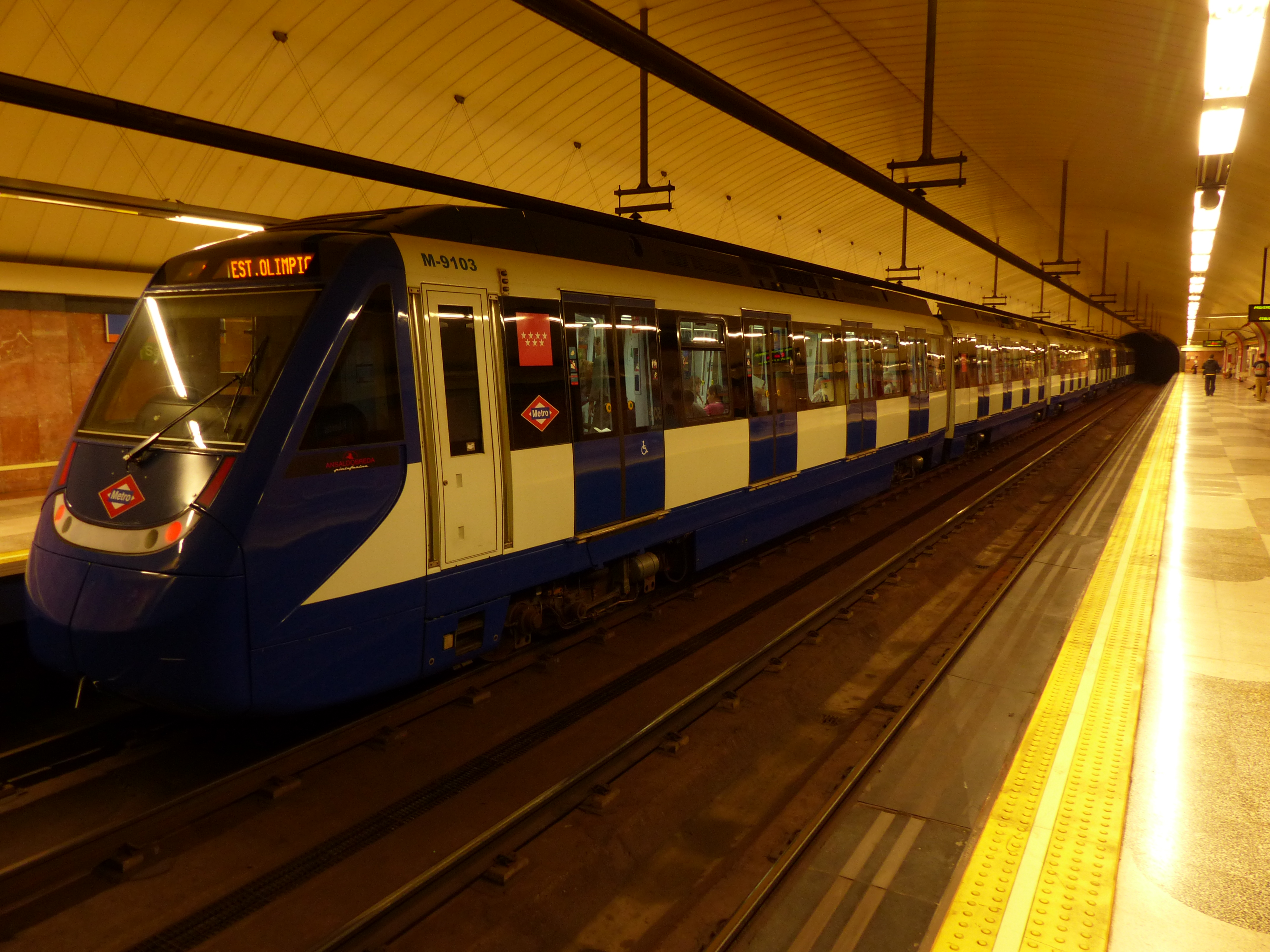
"Série 9000" na estação Parque de las Avenidas

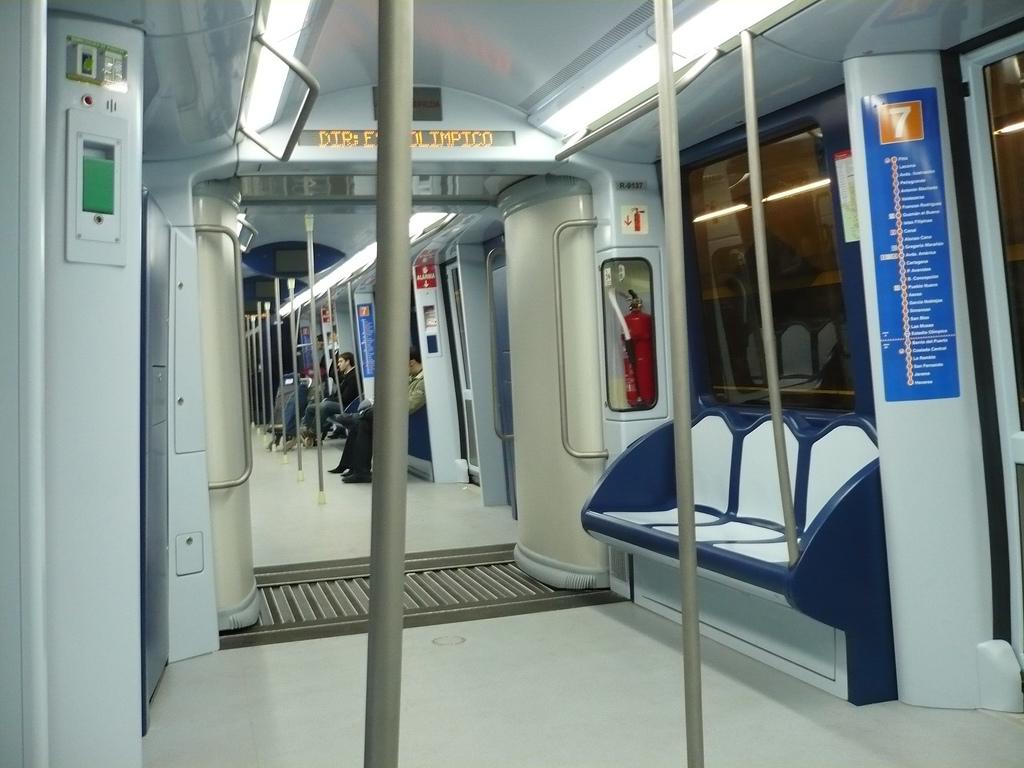
Vista interna

A Série 9000 é um tipo de automotora fabricada pela empresa italiana AnsaldoBreda S.p.A., utilizada no Metro de Madrid.